# Horní Beřkovice (zámek)
Horní Beřkovice jsou zámek ve stejnojmenné obci jihozápadně od Roudnice nad Labem v okrese Litoměřice. Zámecký areál je chráněn jako kulturní památka. Sídlí v něm psychiatrická nemocnice.

## Historie
Prvním panským sídlem v Horních Beřkovicích byla gotická tvrz zmiňovaná poprvé v roce 1470, kdy ji koupil Jan Firšic z Nabdína. Jeho syn, Jan mladší, beřkovické panství roku 1521 prodal Burianu Trčkovi z Lípy, od jehož synů je v roce 1527 koupil Hanuš Kaplíř Duchcovský ze Sulevic. Z Kaplířů v Beřkovicích sídlil nejspíše pouze Pavel Běškovský ze Sulevic. Roku 1559 panství tvořené více než osmi vesnicemi získal Kryštof z Lobkovic na Bílině a Kosti a jeho rodu patřilo až do roku 1680. Tehdy je koupil František ze Scheidleru, ale vzápětí zemřel a majetek přešel na syna Ferdinanda Kryštofa ze Scheidleru, který nechal tvrz přestavět na barokní zámek.
Beřkovické panství, které zahrnovalo vesnice Bechlín, Černouček, Kostomlaty pod Řípem, Libkovice pod Řípem, Mnetěš, Počaply, Předonín a Straškov v roce 1698 zdědil hraběcí rod Hartigů. Adam František z Hartigu nechal v letech 1738–1756 postavit nový zámek, a původní začal sloužit jako sídlo správy panství a k ubytování zaměstnanců. Spolu s novým zámkem byl založen také park upravený v devatenáctém století v anglickém stylu. Hartigům panství patřilo až do roku 1821, kdy jej získali hrabata Ledebourové, ale Adolf Ledebour ho v roce 1841 prodal hraběti Františku Čeňkovi Desfours-Walderodovi. Dalším majitelem se stal roku 1869 stal statkář Černý a od roku 1889 Zemský úřad země České, který v něm o rok později založil léčebnu pro duševně nemocné. Psychiatrická nemocnice Horní Beřkovice dosud v zámeckém areálu sídlí.

## Stavební podoba

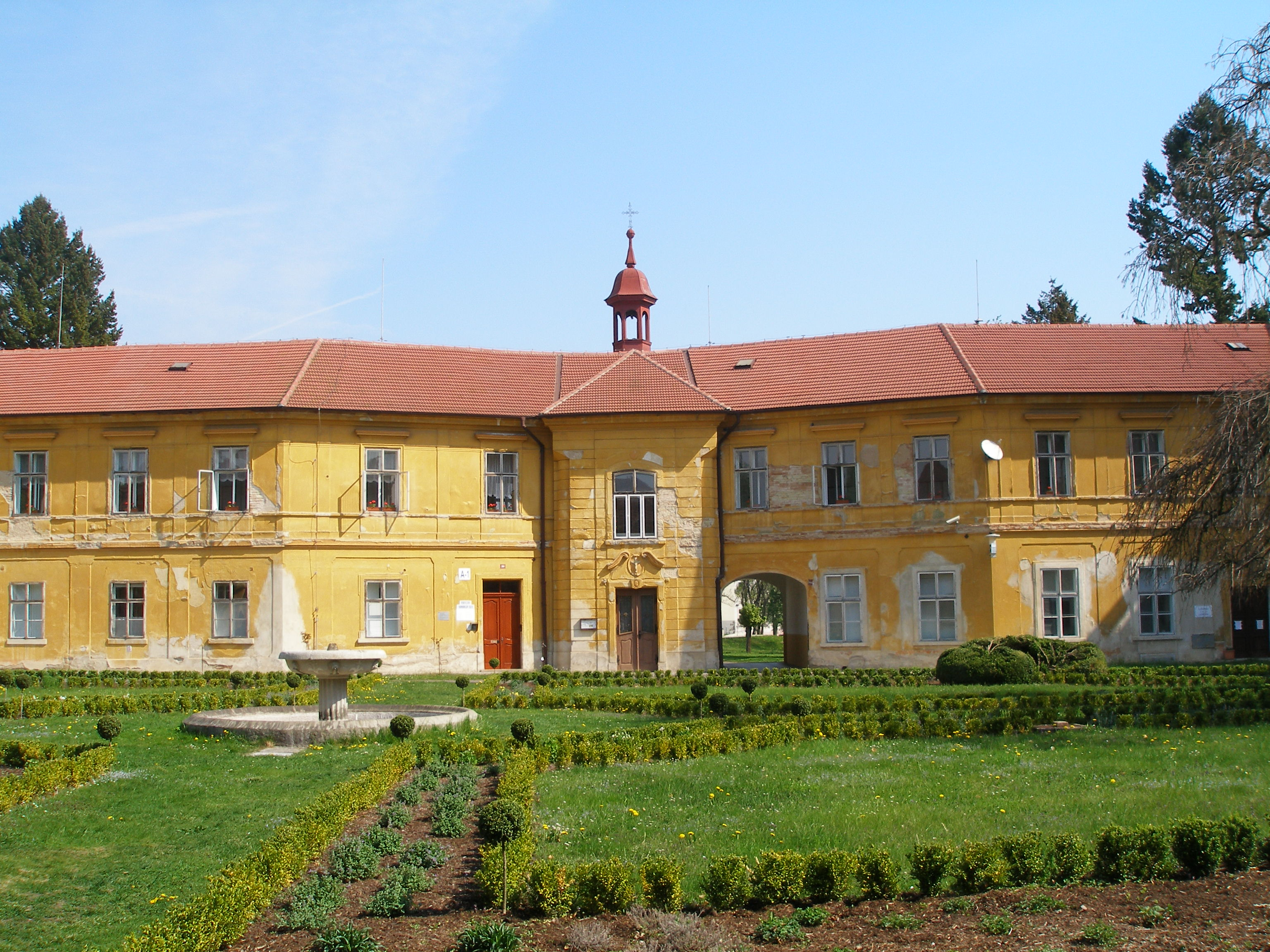
Průčelí jednoho z bočních křídel

Starý zámek dosud stojí v areálu nemocnice, ale pozdější úpravy zcela setřely vzhled tvrze i barokních úprav. Nový zámek tvoří dvoupatrová hlavní budova, ke které přiléhají boční křídla z let 1770–1780. Ta vymezují čestný dvůr uzavřený vepředu pilířovým plotem s bránou. Obě delší průčelí hlavní budovy zdůrazňují dva mělké krajní rizality zakončené segmentovými štíty a velký středový rizalit se čtyřmi polosloupy, které prostupují z prvního do druhého patra a podpírají trojúhelníkové štíty. Římsy štítů bývaly zdobené vázami, plastikami puttů a sochami alegorií.
Uprostřed hlavního křídla bývala do zahrady otevřená sala terrena a v prvním patře velký sál, který zasahoval do druhého patra, ale později byl rozdělen dodatečně vloženým stropem. V západním křídle se nacházela kaple vysvěcená roku 1773.
Součástí areálu je multifunkční centrum, bývalý ústavní kostel sv. Václava.